# Barbari
Pour les articles homonymes, voir Barbari (homonymie).
Le pain barbari (persan : نان بربری) ou nān-e barbari est une variété de pain plat très populaire en Iran. C'est l'un des pains plats les plus épais.
Il est connu sous le nom de « pain plat persan » aux États-Unis et au Canada,.
Ce pain est une des quatre variétés de pain quotidien des Iraniens : sangak, lavash et taftan.

## Présentation
Le barbari est un pain plat, long et ovale, souvent parsemé de sésame. Il mesure généralement de 70  à   80 cm de long et 25  à   30 cm de large.
Le goût et l'odeur de ce pain sont dus à l'utilisation d'une combinaison d'eau et d'un peu de levure chimique qui est baignée avant la cuisson par-dessus le pain par le boulanger[pas clair].

## Consommation
Il est souvent utilisé au petit déjeuner avec du fromage de Khorasan (semblable à la feta) et du thé.